# Sede del Ministerio de Educación de España
La Sede del Ministerio de Educación es un edificio de la ciudad española de Madrid, situado en el número 34 de la calle de Alcalá. Alberga las dependencias del Ministerio de Educación y Formación Profesional. Fue construido entre 1916 y 1923, con un primer proyecto del arquitecto Ricardo Velázquez Bosco—autor del Palacio de Fomento, entre otras obras— y presumiblemente ampliado entre 1924 y 1931 con un segundo proyecto del arquitecto Francisco Javier de Luque López. El solar estuvo ocupado anteriormente por la Casa de los Heros, demolido en 1916 a causa de su mal estado de conservación.
La planta baja de tonos grises la conforman tres puertas de entrada rematadas por arcos de medio punto. Justo encima de la puerta central un letrero reza «Ministerio de Educación y Ciencia». El cuerpo central con columnas de orden jónico lo componen dos plantas de gran altura coronadas por un frontón semicircular interrumpido por un escudo de España. Finalmente en su parte superior se ubica un cuerpo retranqueado que presenta una logia adintelada con pequeñas columnas, también de orden jónico.
La sede también se compone del edificio situado en el número 36 de la citada calle, habilitado para albergar las dependencias del Ministerio durante los años 1931 y 1932 sobre proyectos del arquitecto Eugenio Sánchez Lozano. Denominado coloquialmente «casa pequeña» por su modesto tamaño en comparación con su anexo, este inmueble de fachada roja albergó entre 1804 y 1932 el antiguo Depósito Hidrográfico.